# Phenomenon
Phenomenon —titulada en castellano Phenomenon (Algo extraordinario más allá del amor) en España y Fenómeno en Hispanoamérica— es una película de drama estrenada el 1 de julio de 1996 en Estados Unidos y el 2 de noviembre del mismo año en España. Está protagonizada por John Travolta y dirigida por Jon Turteltaub.

## Argumento
George Malley (John Travolta) es un mecánico de carácter afable que está realmente enamorado de una atractiva mujer, del pueblo en el que vive, llamada Lace (Kyra Sedgwick) que acaba de llegar a la ciudad y la cual no quiere saber nada de una relación. En el día de su 37 cumpleaños, George observa una luz en el cielo cuando sale de un bar, e inmediatamente sufre un desvanecimiento y cae al suelo. Al principio no le dará ninguna importancia, pero poco a poco descubrirá que algo ha pasado.
Tras este extraordinario momento, al día siguiente comprueba cómo su inteligencia se ha desarrollado de manera anormal, y la utiliza para beneficiar a sus amigos y a la gente de su comunidad, ayudándolos de las maneras más insospechadas. Todo el mundo está interesado en saber qué es lo que le ha ocurrido, incluso el gobierno quiere enterarse para utilizar sus conocimientos en otros campos y aprovechar su enorme inteligencia y poderes. George ayuda a un anciano extranjero que está intoxicado pero habla solo en portugués (lo hace aprendiendo el idioma durante el camino) este le pide ayuda por su nieto que también está enfermo. Luego de encontrar al chico entre tablas y mostrar tener Telequinesis George conoce a la madre del chico que busca trabajo de doméstica, este le aconseja ir a trabajar en la casa de su amigo radialista (de paso ayuda a su amigo a entablar una relación sentimental con ella, enseñándole a hablar portugués).
Con el tiempo y mediante estudios se comprueba que el origen de las habilidades de George es un túmor cerebral que poco a poco lo está matando, George pasa sus dias con sus seres queridos hasta que muere.
Un año después se hace una fiesta de homenaje a George, en este asisten todos incluyendo su amigo y su ahora pareja portuguesa embarazada junto a un retrato de George.

## Localizaciones
Phenomenon se rodó entre el 9 de octubre y el 22 de diciembre de 1995 en diversas localizaciones de Estados Unidos y Canadá. Destacando Austin (Texas), Sacramento, Colfax, en California y en London, Ontario, Canadá.

## Recepción crítica y comercial
Según la página de Internet Rotten Tomatoes obtuvo un 52% de comentarios positivos. Hay que destacar el comentario del crítico cinematográfico Susan Wloszczyna:

«Funciona mejor si eres capaz de verla con tu cerebro apagado».
Susan Wloszczyna, critico de cine.

Según la página de Internet Metacritic obtuvo críticas mixtas, con un 41%, basado en diecisiete comentarios, de los cuales cuatro son positivos. Recaudó 104 millones de dólares en Estados Unidos. Sumando las recaudaciones internacionales la cifra asciende 152 millones. El presupuesto fue de aproximadamente 32 millones.

## Estrenos mundiales
| País                                                                          | Fecha de estreno                   |
| ----------------------------------------------------------------------------- | ---------------------------------- |
| Alemania                                                                      | Jueves 3 de octubre de 1996        |
| Argentina                                                                     | Jueves 19 de septiembre de 1996    |
| Australia                                                                     | Jueves 8 de agosto de 1996         |
| Austria                                                                       | Viernes 4 de octubre de 1996       |
| Bélgica                                                                       | Miércoles 4 de septiembre de 1996  |
| Belice · Costa Rica · El Salvador · Guatemala · Honduras · Nicaragua · Panamá | Viernes 6 de septiembre de 1996    |
| Bolivia                                                                       | Martes 15 de octubre de 1996       |
| Brasil                                                                        | Viernes 27 de septiembre de 1996   |
| Bulgaria                                                                      | Viernes 1 de noviembre de 1996     |
| Chile                                                                         | Jueves 31 de octubre de 1996       |
| Colombia                                                                      | Viernes 13 de septiembre de 1996   |
| Corea del Sur                                                                 | Sábado 21 de septiembre de 1996    |
| Croacia                                                                       | Jueves 5 de septiembre de 1996     |
| Dinamarca                                                                     | Viernes 4 de octubre de 1996       |
| Ecuador                                                                       | Miércoles 9 de octubre de 1996     |
| Egipto                                                                        | Lunes 4 de noviembre de 1996       |
| Eslovenia                                                                     | Jueves 31 de octubre de 1996       |
| España                                                                        | Viernes 4 de octubre de 1996       |
| Estados Unidos · Canadá                                                       | Miércoles 3 de julio de 1996       |
| Estonia                                                                       | Viernes 11 de octubre de 1996      |
| Filipinas                                                                     | Miércoles 2 de octubre de 1996     |
| Finlandia                                                                     | Viernes 25 de octubre de 1996      |
| Francia                                                                       | Miércoles 18 de septiembre de 1996 |

| País                         | Fecha de estreno                   |
| ---------------------------- | ---------------------------------- |
| Grecia                       | Viernes 4 de octubre de 1996       |
| Hong Kong                    | Jueves 26 de septiembre de 1996    |
| Hungría                      | Jueves 7 de noviembre de 1996      |
| India                        | Viernes 13 de diciembre de 1996    |
| Indonesia                    | Miércoles 6 de noviembre de 1996   |
| Israel                       | Viernes 23 de agosto de 1996       |
| Italia                       | Viernes 18 de octubre de 1996      |
| Japón                        | Sábado 18 de enero de 1997         |
| Malasia                      | Jueves 12 de septiembre de 1996    |
| México                       | Viernes 13 de septiembre de 1996   |
| Noruega                      | Viernes 27 de septiembre de 1996   |
| Nueva Zelanda                | Jueves 15 de agosto de 1996        |
| Países Bajos                 | Jueves 29 de agosto de 1996        |
| Perú                         | Viernes 25 de octubre de 1996      |
| Polonia                      | Viernes 13 de septiembre de 1996   |
| Portugal                     | Viernes 8 de noviembre de 1996     |
| Reino Unido Irlanda          | Viernes 30 de agosto de 1996       |
| República Checa · Eslovaquia | Jueves 3 de octubre de 1996        |
| Rumania                      | Viernes 15 de noviembre de 1996    |
| Singapur                     | Jueves 19 de septiembre de 1996    |
| Sudáfrica                    | Viernes 4 de octubre de 1996       |
| Suecia                       | Viernes 16 de agosto de 1996       |
| Suiza                        | Viernes 20 de septiembre de 1996   |
| Tailandia                    | Viernes 25 de octubre de 1996      |
| Taiwán                       | Sábado 12 de octubre de 1996       |
| Turquía                      | Viernes 22 de noviembre de 1996    |
| Uruguay                      | Viernes 4 de octubre de 1996       |
| Venezuela                    | Miércoles 25 de septiembre de 1996 |

## DVD
Phenomenon salió a la venta el 12 de marzo de 1997 en Estados Unidos, en formato DVD. El disco contiene acceso directo a escenas, menús interactivos y subtítulos en múltiples idiomas.